# Nils Hertzberg (provst)
 Der er flere personer med dette navn, se Nils Hertzberg.
Nils Hertzberg (født 13. august 1759 i Finnaas, død 21. oktober 1841) var en norsk gejstlig, søn af Peder Harboe Hertzberg, far til Nils Hertzberg.
Hertzberg blev student 1778, cand. theol. 1783 og året efter kapellan hos faderen; 1786 sognepræst til Kvindherred, 1803 til Kinservik samt 1810—32 provst i Hardanger og Vos. På det overordentlige Storting 1814 repræsenterede han Søndre Bergenhus Amt og gjorde sig her bemærket ved et voldsomt forslag til modstand mod Sverige.
Hertzberg var en nidkær og afholdt sjælesørger som få og udfoldede ved siden heraf en meget forskellig virksomhed som opdrager — J.C. Hauch havde hos ham sit barndomshjem —, dygtig administrator i sin kommune, praktisk instrumentmager, fortjent naturvidenskabelig observator, anset læge og talentfuld landbrugslærer.
Lige til sin høje alderdom leverede han historiske, statistiske, topografiske, meteorologiske, astronomiske og naturhistoriske bidrag til blade og tidsskrifter, og han stod derhos i flittig korrespondance med videnskabsmænd i ind- og udland, af hvem han hyppig havde besøg på sin præstegård.